# Grémonville
Grémonville település Franciaországban, Seine-Maritime megyében. Lakosainak száma 447 fő (2022. január 1.). Grémonville Amfreville-les-Champs, Criquetot-sur-Ouville, Ectot-lès-Baons, Étoutteville, Flamanville, Motteville és Yvecrique községekkel határos.

## Népesség
A település népességének változása:
| Lakosok száma | 416  | 422  | 432  | 433  | 438  | 438  | 450  | 449  | 447  |
|               | 2013 | 2015 | 2016 | 2017 | 2018 | 2019 | 2020 | 2021 | 2022 |